# Майстренко, Ольга Ивановна
Майстренко Ольга Ивановна — советский генетик, специалист в области цитогенетических исследований в области анеуплоидии мягкой пшеницы.

## Биография
Ольга Ивановна родилась в 1923 г. в городе Орск. Среднюю школу окончила в Узбекистане, г. Самарканд. В 1942 г. она поступила в сельскохозяйственную академию имени Тимирязева г. Москва, на отделение селекции и семеноводства факультета растениеводства. В 1947 г. Ольга Ивановна на селекционной станции Киргизии начинает свою научную деятельность по выведению сорта ячменя Нутанс 45. Ольга Ивановна получила звание кандидата сельскохозяйственных наук при защите диссертации в аспирантуре Всесоюзного института растениеводства (Ленинград, 1950—1954 гг.). После окончания аспирантуры ученая продолжила заниматься пшеницей в Свердловском отделении Всесоюзного института растениеводства. Там она изучала зимостойкие сорта мягкой пшеницы, качество и свойства зерна.
Институт цитологии и генетики (1960—1999)
В 1960 г. Ольга Ивановна приехала в г. Новосибирск, где устроилась в Институт цитологии и генетики СО АН СССР. С 1966 г. возглавляла лабораторию генетики пшеницы. О. И. Майстренко первой начала работать над выведением цитогенетических коллекций мягкой пшеницы. С коллегами они создали наборы моносомных, — дитело- и монотелосомных линий по сортам Диамант и Саратовская 29. О важности созданных коллекций говорит уже то, что в 1968 г. Ольга Ивановна с коллегами приняла участие в организации Европейского общества по анеуплоидам (EWAC). Кроме того, ученая являлась активным членом данного общества и представляла Россию, курируя работы по созданию анеуплоидных линий в РФ. Ольга Ивановна разработала схему создания интрогрессивных линий мягкой пшеницы и трудилась над изучением системы чувствительности генов к яровизации и фотопериоду. Под научным руководством О. И. Майстренко успешно защищены девять кандидатских диссертаций, ее исследования продолжают вестись ее учениками. Ольга Ивановна являлась членом оргкомитетов конференций и симпозиумов, членом редколлегии журнала «Cereal Research Communications».

## Научные работы
- Майстренко О. И., (соавторы: Федулова Н. М., Полякова Н. И., Любимова В. Ф., Кочкина П. М. (Вторушина). Выведение сорта ярового ячменя Нутанс 45. Авторское свидетельство № 68 МСХ СССР. Зарегистрировано Комитетом по делам изобретений и открытий СССР 1 апреля 1965 г.
- Майстренко О. И. Основные результаты работ по селекции и семеноводству озимого ячменя. Труды Киргизской государственной селекционной станции, 1953, С. 30.
- Майстренко О. И., Федулова Н. М. Результаты работ по селекции и семеноводству ярового ячменя. Труды Киргизской государственной селекционной станции, 1953, С. 40.
- Майстренко О. И., Теплова Е. А. Итоги работ по созданию межсортовых гибридов кукурузы. Труды Киргизской государственной селекционной станции, 1954, С. 30.
- Майстренко О. И. Озимый ячмень в Киргизской ССР (диссертация на соискание ученой степени кандидата с-х наук). ВИР, Ленинград 1954,С. 208.
- Майстренко О. И. Озимый ячмень в Киргизской ССР — автореферат диссертации. Изд-во ЛГУ, Ленинград, 1954.
- Майстренко О. И. Исходный материал для выведения высокоурожайных, устойчивых к полеганию сортов ячменя. Бюллютень научно-технической информации УралНИИСХОЗ, Свердловск, 1958. № 4,С.9-15.
- Майстренко О. И., Трошина А. В. Урожай и качество зерна сортов яровой пшеницы при контрастных сроках посева. Доклады и сообщения Уральского НИИ сельского х-ва, вып.4, Растениеводство, Свердловск, 1959.С. 3-11.
- Майстренко О. И. Уточнение норм высева яровых зерновых культур.

## Награды и звания
орден «Знак почета»